# Ruby
|  | Per a altres significats, vegeu «Ruby (desambiguació)». |

El llenguatge de programació Ruby va ser creat per Yukihiro "Matz" Matsumoto l'any 1993. És un llenguatge de guions totalment orientat a objectes. Està molt orientat al tractament de fitxers i per manteniment del sistema. És simple, extensible i portable.
La versió estable és la 3.0.1. Les principals novetats són diversos refinaments de la versió 2.0.0, incloent millores de rapidesa.
Últimament se n'està parlant molt gràcies al projecte Ruby on Rails.

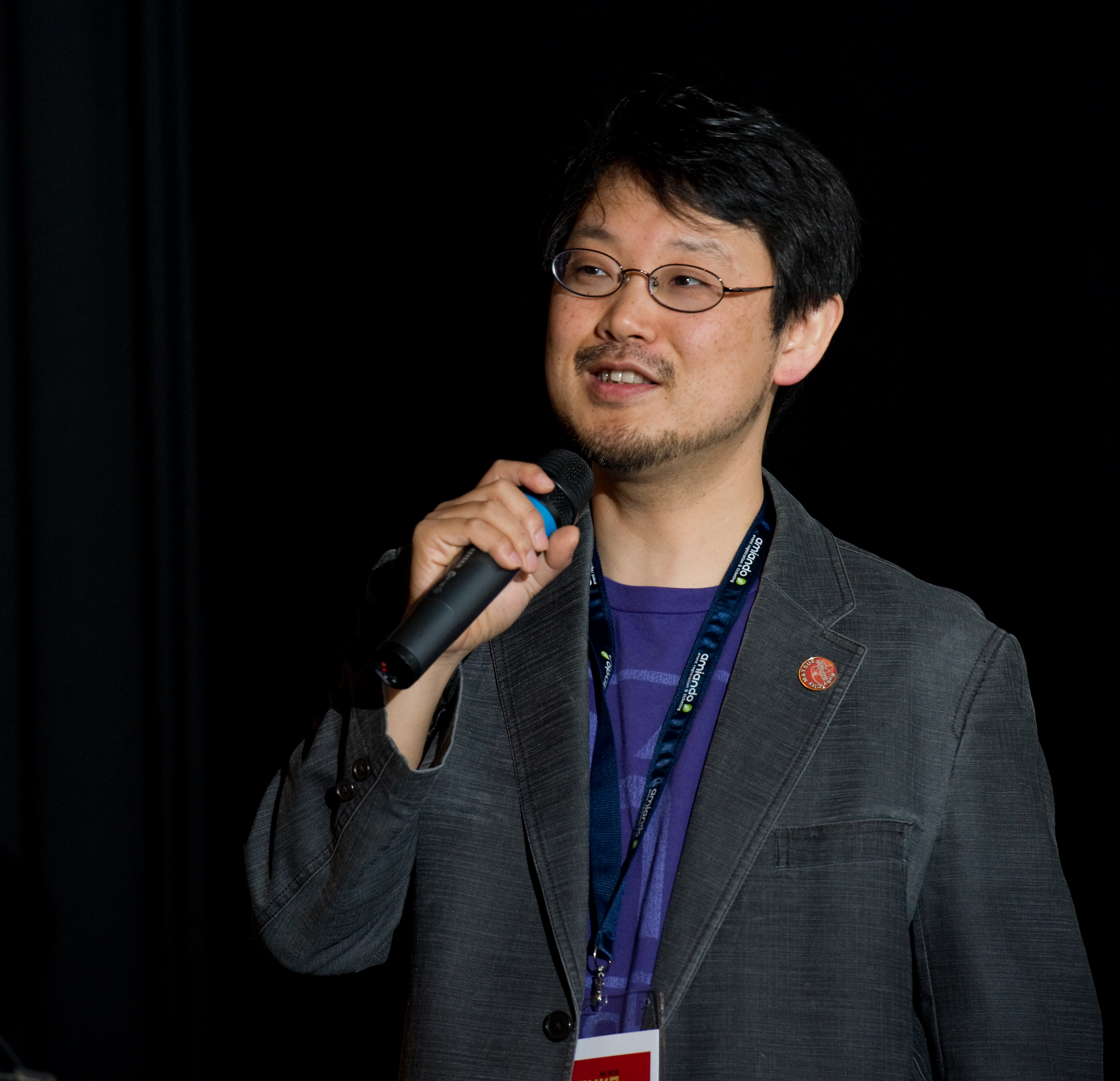
Yukihiro Matsumoto el creador de Ruby.

## Història
El llenguatge de programació Ruby va ser concebut originalment el 24 de febrer de 1993. El nom de "Ruby" va sorgir en una sessió de xat entre Matsumoto i Keiju Ishitsuka el mateix dia, abans d'haver escrit cap línia de codi.

### Primeres versions
Després de l'alliberament de Ruby 0.95 l'any 1995 diverses versions estables el van seguir:
- Ruby 1.0: 25 de desembre de 1996[4]
- Ruby 1.2: desembre de 1998
- Ruby 1.4: agost de 1999
- Ruby 1.6: setembre de 2000

L'any 1997 del primer article sobre Ruby fou publicat a Internet. Aquell mateix any Matsumoto va ser contractat per netlab.jp com a desenvolupador de Ruby a temps complet. L'any 2000 Ruby era més popular que Python al Japó.

## Programa d'exemple
Programa que escriu Hola món per la sortida estàndard.
```
puts
 
"Hola món!"

```

## Tot són Objectes
A Ruby tot són objectes i, per tant, té mètodes, aquesta característica fa molt elegant el llenguatge.
Un exemple d'això:
```
 
1
.
upto
(
10
)
 
{
 
|
i
|

 
puts
 
'viquipedia'
.
slice
(
0
,
i
)
.
center
(
10
)

 
}

```

Obtenim:
```
v
vi
viq
viqu
viqui
viquip
viquipe
viquiped
viquipedi
viquipedia
```